# كارلو ريكالكاتي
كارلو ريكالكاتي (بالإيطالية: Carlo Recalcati)‏ مواليد 11 سبتمبر 1945 في ميلانو، هو لاعب كرة سلة إيطالي أصبح مدرباً. يبلغ طوله 6 قدم 0 بوصة (1.8 م). مثّل منتخب بلاده. شارك في مسابقة كرة السلة في الألعاب الأولمبية الصيفية.

## الميداليات
| الميدالية | المسابقة                                    |
| --------- | ------------------------------------------- |
| فضية      | كرة السلة في الألعاب الأولمبية الصيفية 2004 |
| برونزية   | بطولة أمم أوروبا لكرة السلة 1971            |
| برونزية   | بطولة أمم أوروبا لكرة السلة 1975            |
| برونزية   | بطولة أمم أوروبا لكرة السلة 2003            |

## روابط خارجية
- كارلو ريكالكاتي على موقع الاتحاد الدولي لكرة السلة (الإنجليزية)
- كارلو ريكالكاتي على موقع سبورتس رفرنس (الإنجليزية)
- كارلو ريكالكاتي على موقع اللجنة الأولمبية الدولية (الإنجليزية)
- كارلو ريكالكاتي على موقع أوليمبيديا (الإنجليزية)